# Trichodontidae
Trichodontidae é uma família de peixes da subordem Trachinoidei.

## Espécies
- Arctoscopus japonicus (Steindachner, 1881)
- Trichodon trichodon (Tilesius, 1813)